# Elisabeth Prandi i Chevalier
Elisabeth Prandi i Chevalier   (Barcelona, 27 de setembre de 1964) és una directora de fotografia de cinema catalana. Estudià al Liceu Francès de Barcelona. El 1986 es va llicenciar a l'Institut d'Estudis Fotogràfics de Catalunya (IEFC) i va continuar estudis a l'École Nationale Supérieure des Métiers de L'Image et du Son (FEMIS) fins al 1992.
Ha dirigit documentals per a Televisió Espanyola, concretament als programes Documentos TV, Línea 900 o Gran angular, així com a treballs per a diferents artistes. Com a directora de fotografia de cinema, va treballar en diversos curtmetratges fins que el 2002 va debutar al seu primer llargmetratge, Noche de fiesta de Xavi Puebla. El 2004 va treballar a Sévigné, que fou nominada al millor muntatge al IV Premis Barcelona de Cinema. El 2007 va treballar a Pactar amb el gat, per la fou nominada al millor muntatge als VI Premis Barcelona de Cinema.
També és professora de l'Escola Superior de Cinema de Catalunya (ESCAC) i membre de l'Associació de dones cineastes i de mitjans audiovisuals.

## Filmografia
- Noche de fiesta (2002)
- Sévigné (2004)
- Pactar amb el gat (2007)
- El enigma Giacomo (2009)
- El secreto de los 24 escalones (2012)
- Informe general II. El nou rapte d'Europa (2015)